# Подурян Ольга
О́льга Подуря́н (нар. 1981) — українська пляжна волейболістка; володарка Кубка України-2001.

## З життєпису
1999 року представляла київську команду «Медик».
У 2001 році стала володаркою Кубка України з пляжного волейболу — у парі із Світланою Бабуріною.